# Рази, Надж
Наджемедин Рази (англ. Najemedine Razi; родился 28 октября 2006, Глазго) — ирландский футболист, атакующий полузащитник итальянского клуба «Комо».

## Клубная карьера
Воспитанник футбольной академии клуба клуба «Шемрок Роверс», за которую выступал с семилетнего возраста. 27 июля 2023 года дебютировал в основном составе «Шемрок Роверс» в матче отборочного турнира к Лиге конференций против венгерского «Ференцвароша». 22 сентября 2023 года дебютировал в Премьер-дивизионе Ирландии, выйдя на замену в матче против клуба ЮКД.
1 февраля 2024 года перешёл в итальянский клуба «Комо», подписав контракт до лета 2026 года.

## Карьера в сборной
Выступал за сборные Ирландии до 16, до 17 и до 19 лет. Помог сборной Ирландии до 17 лет квалифицироваться на юношеский чемпионат Европы в Венгрии, забив 2 гола в отборочном турнире в матчах против Армении 20 октября 2022 года и Кипра 13 марта 2023 года. В финальной стадии турнира забил 1 гол в матче против Уэльса.

## Личная жизнь
Родился в Ирландии в семье выходцев из Алжира.